# Бакланов, Виктор Васильевич
Виктор Васильевич Бакланов (18 января 1949, Нижнетавдинский район, Тюменская область — 4 июня 2019, Ждановка, Днепропетровская область) — советский хозяйственный, государственный и политический деятель.

## Биография
Родился в 1949 году в селе Темное. Член КПСС.
С 1967 года — на хозяйственной, общественной и политической работе. В 1967—2004 гг. — механизатор колхоза «Гигант» Магдалиновского района Днепропетровской области Украинской ССР.
Указами Президиума Верховного Совета СССР от 14 февраля 1975 года и от 4 марта 1982 года награждён орденами Трудовой Славы 3-й и 2-й степеней.
Указом Президиума Верховного Совета СССР от 15 мая 1987 года награждён орденом Трудовой Славы 1-й степени.
Избирался народным депутатом СССР.
Умер в селе Ждановка Магдалиновского района Днепропетровской области в 2019 году.